# Hathern
Hathern är en ort och civil parish i Storbritannien.   Den ligger i grevskapet Leicestershire och riksdelen England, i den södra delen av landet, 160 km nordväst om huvudstaden London. Hathern ligger 47 meter över havet och antalet invånare är 1 967.
Terrängen runt Hathern är huvudsakligen platt, men söderut är den kuperad. Runt Hathern är det tätbefolkat, med 570 invånare per kvadratkilometer. Närmaste större samhälle är Leicester, 19,3 km söder om Hathern. Trakten runt Hathern består till största delen av jordbruksmark.